# Juliaca
Juliaca är en stad i sydöstra Peru, och är den största staden i departementet Puno samt den administrativa huvudorten för provinsen San Román. Folkmängden uppgick till 273 882 invånare 2015. Juliaca är belägen lite mer än ett par mil väster om Titicacasjön. 